# Калмиябаш
Калмиябаш (баш. Ҡалмыябаш) — деревня в Калтасинском районе Республики Башкортостан Российской Федерации. Административный центр Калмиябашевского сельсовета.

## География

### Географическое положение
Расстояние до:
- районного центра (Калтасы): 15 км,
- ближайшей ж/д станции (Янаул): 60 км.

## Население
| 2002 | 2009 | 2010 |
| ---- | ---- | ---- |
| 413  | ↗444 | ↘351 |

### Национальный состав
Согласно переписи 2002 года, преобладающая национальность — марийцы (96 %).